# Петроград (роман)
Петроград (рус. Петербург) роман је руског књижевника Андреја Белог. Сматра се једним од најважнијих прозних остварења симболизма руске и светске књижевности. Роман има дугу и сложену историју ауторских редакција текста. Прва верзија је објављена 1912, друга је издана периодично у часопису Ширин током 1913. и 1914, која је штампана у облику књиге 1916. Незадовољан коначним исходом Бели је скратио текст готово за трећину и измењену верзију објавио у Берлину 1922. Ова такозвана берлинска верзија се најчешће узима за коначну.
Радња се одиграва у Санкт Петербургу 1905. Николај Аполонович Аблеухов, студент филозофије, обећава револуционарој групи, чији је члан, да ће извршити атентат на свог оца Аполона Аполоновича, сенатора и запосленика у министарставу, тако што ће поставити темпирану бомбу у очеву радну собу. Посебност овог романа се не огледа у заплету, већ у оригиналној и комплексној форми. Написан у фрагментима, са репетатитивним деловима, у ахронолошлком низу и језиком заснованим на сталним поигравањем ритмом и слојевима звучања, роман готово да подрива логичку и класичну структуру романескног обрасца. Читалац је позван да активно учествује, више него што се то обично очекује, при реконструисању и повезивању наративних делова. У Петрограду су присутне опсесивне теме и мотиви Андреја Белог: положај Русије између Истока и Запада, апокалиптична визија из које ће произићи васкрсење, сукоб оца и сина, хаоса и склада, бирократија, Штајнерова антропозофија, мистицизам Владимира Соловјова, западне филозофске идеје (Маркс, Кант, Ниче) и др. Велики број сижејних линија и ликова садрже референце на руске деветнаестовековне класике Пушкина, Гогоља, Достојевског и Толстоја. По повратку из емиграције Бели је прерадио Петроград у драму која је први пут изведена новембра 1925. Оцењена као ода терористичким акцијама есера, драма се није дуго задржала на сцени. Руско-амерички књижевник Владимир Набоков популарисао га је ван граница Русије, тврдећи да је поред Џојсовог Уликса, Кафкиног Преображаја и прве половине Прустовог У трагању за изгубљеним временом, у питању најбољи роман двадесетог века. Српски превод је начинила Милица Николић, који је први пут објављен 1961.